# NGC 2244

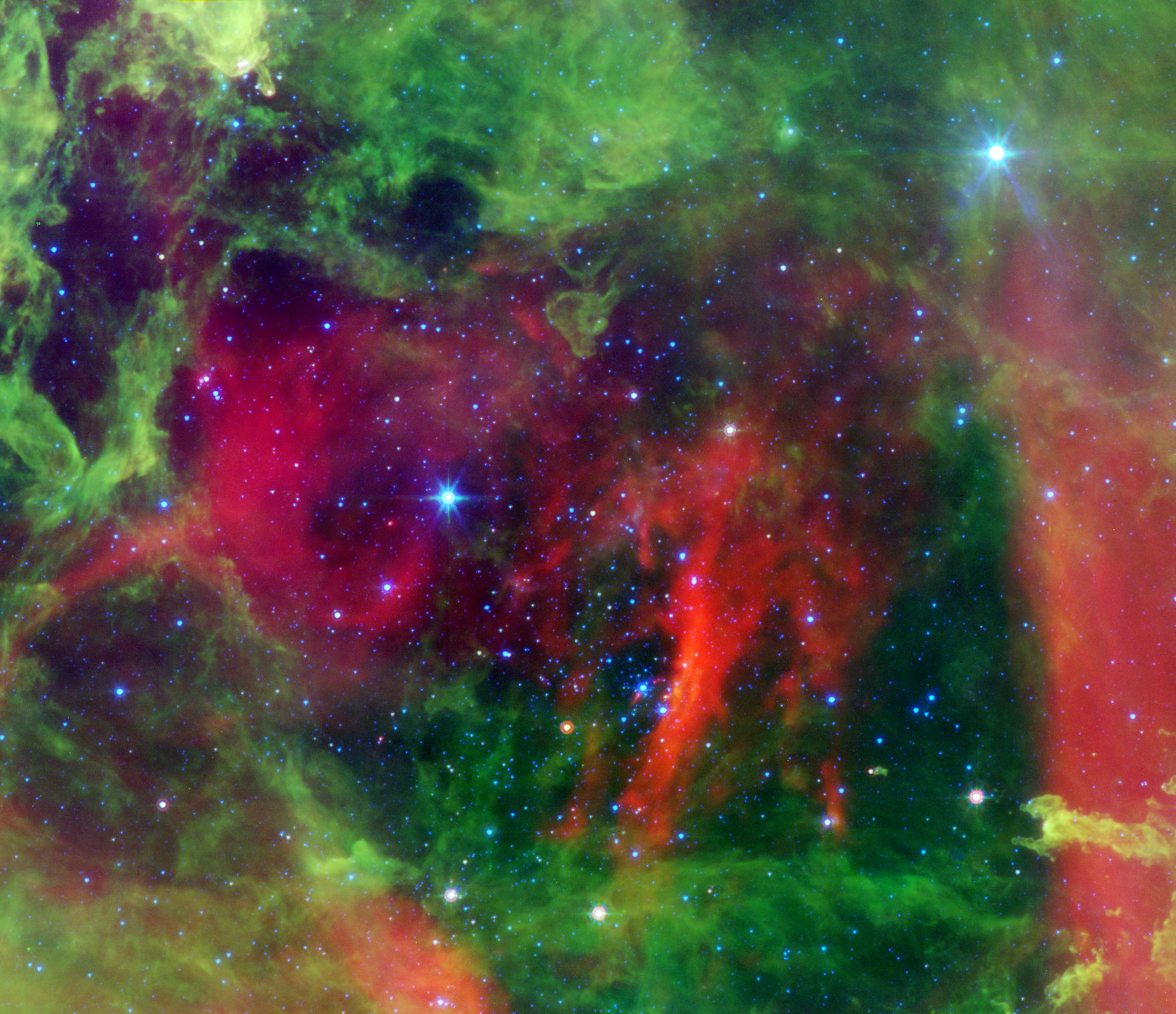
Hình ảnh NGC 2244 trong Tia hồng ngoại chụp bằng Kính viễn vọng Không gian Spitzer (SIRT).
Credit: SIRT/NASA

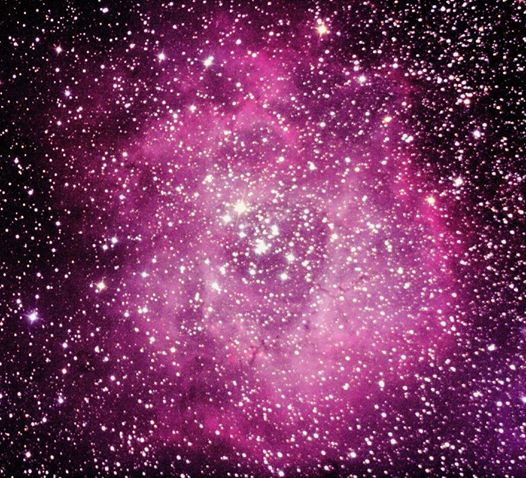
NGC 2244 trong Tinh vân Mân Khôi

NGC 2244 (còn được gọi là Caldwell 50) là một cụm mở trong Tinh vân Mân Khôi, nằm trong chòm sao Monoceros. Cụm sao này có một số ngôi sao loại O, những ngôi sao siêu nóng tạo ra lượng lớn bức xạ và gió sao.
Tuổi của cụm này được ước tính là dưới 5 triệu năm. Ngôi sao sáng nhất trong cụm sao là 12 Monocerotis, một người khổng lồ hạng K tiền cảnh. Hai thành viên sáng nhất của cụm là HD 46223 thuộc lớp quang phổ O4V, sáng hơn 400.000 lần so với Mặt trời và lớn hơn khoảng 50 lần, và HD 46150, có loại quang phổ là O5V, có độ sáng lớn hơn 450.000 lần so với ngôi sao của chúng ta, và lớn hơn tới 60 lần, nhưng thực sự nó có thể là một ngôi sao đôi.